# 파리의 미국인 (영화)
《파리의 미국인》(An American In Paris)은 1951년 개봉한 미국의 뮤지컬 영화이다. 빈센트 미넬리가 감독을 맡았으며 진 켈리와 레슬리 카롱, 오스카 레반트가 출연하였다. 영화 음악은 예전에 조지 거슈윈이 작곡한 노래를 사용하였다. 이 영화는 아카데미 작품상을 수상하였다.
1993년 이 영화는 미국 의회도서관에 의해 문화적으로, 역사적으로, 미적으로 중요성을 인정받아 미국 국립영화등기부에 선정, 보존되었다.

## 줄거리
제리 멀리건은 제2차 세계대전에 참전한 미국인 참전용사로, 전후 파리에 정착해 화가로 성공하려 애쓰고 있다. 그의 친구이자 이웃인 아담 쿡은 힘겨운 삶을 살아가는 피아니스트로, 프랑스 가수 앙리 보렐과 오랜 친분을 유지하고 있다. 어느 날, 셋은 그들이 사는 건물 아래층 바에서 만나 이야기를 나누고, 앙리는 자신의 연인 리즈 부비에에 대해 말한다. 이후 제리는 그림을 팔기 위해 거리로 나선다.
몽마르트르 거리에서 그림을 전시하던 제리는 외로운 상속녀 마일로 로버츠의 눈에 띈다. 마일로는 그의 그림 두 점을 구매하고, 이를 핑계로 제리를 자신의 아파트로 데려가 값을 치른다. 이어 저녁 파티에 초대하지만, 막상 파티에 도착한 제리는 자신이 유일한 손님임을 알고 당황한다. 그는 마치 자신을 후원 여자로 두려는 듯한 마일로의 태도에 불쾌함을 느끼지만, 마일로는 단지 그의 예술적 가능성을 믿고 돕고 싶다고 설명한다.
어느 날, 한 술집에서 마일로는 제리에게 전시회를 열어주겠다고 제안한다. 마일로의 지인들이 합류하는 와중, 제리는 옆 테이블에 앉은 아름다운 여성에게 이끌리고, 그녀와 안면이 있는 척하며 춤을 청한다. 그녀는 바로 앙리의 연인 리즈였고, 제리는 그 사실을 모른 채 그녀에게 전화번호를 요청한다. 리즈는 관심 없는 듯 가짜 번호를 알려주지만, 동석자가 실수로 진짜 번호를 말한다. 제리가 다른 여자와 대화하는 모습을 본 마일로는 기분이 상해 자리를 떠나고, 이후 제리의 무례함을 지적한다.
다음 날, 제리는 리즈에게 전화하지만 그녀는 만남을 거절한다. 그 사이 마일로는 제리의 그림에 관심을 보이는 수집가와의 만남을 주선한다. 약속 전, 제리는 리즈가 일하는 향수 가게를 찾아가고, 리즈는 조용한 장소에서 늦은 저녁을 함께하자는 제안에 응한다. 두 사람은 센강을 따라 걸으며 노래와 춤을 나누며 가까워진다. 그러나 리즈는 약속된 시간에 앙리를 만나기 위해 급히 자리를 뜬다. 앙리는 그녀에게 미국 투어 소식을 알리고 청혼한다.
한편, 아담은 상상의 세계에서 거슈윈의 《피아노 협주곡 F장조》를 연주하며 지휘자, 연주자, 관객으로 등장하는 유쾌한 몽상을 펼친다.
이후 마일로는 제리에게 작업실을 마련해주고, 3개월 후 전시회를 계획 중이라 밝힌다. 제리는 처음엔 거절하지만, 작품이 팔리면 비용을 갚겠다는 조건으로 제안을 수락한다. 한 달 동안 사랑을 키운 제리는 리즈를 자신의 집 앞으로 데려온다. 그러나 리즈는 갑자기 대기 중이던 택시에 올라 떠나고, 제리는 혼란스러운 마음에 아담에게 털어놓는다. 그제야 아담은 제리와 앙리가 같은 여인을 사랑하고 있다는 사실을 눈치챈다. 제리와 앙리는 서로가 사랑하는 여인에 대해 이야기하며 《S’Wonderful》을 부르지만, 그녀가 같은 인물이라는 사실은 모른다.
그날 밤, 제리와 리즈는 다시 만나고, 리즈는 자신이 앙리와 약혼했고 함께 미국으로 떠날 예정이라고 고백한다. 그녀는 전쟁 중 자신을 보호해준 앙리에게 책임감을 느낀다. 두 사람은 서로에 대한 사랑을 확인하지만, 결국 이별한다.
마음이 무거운 제리는 마일로와 함께 미술학도 가면무도회에 참석하고, 그 자리에서 앙리와 리즈를 다시 마주친다. 제리는 마일로에게 리즈를 사랑하고 있다고 솔직히 말한다. 리즈와 제리가 작별 인사를 나누는 모습을 듣게 된 앙리는 진실을 깨닫는다. 앙리는 리즈를 차에 태우고 떠나지만, 제리는 그 순간 파리 곳곳을 배경으로 리즈와 함께 춤추는 환상적인 장면을 떠올린다. 이 장면은 조지 거슈윈의 《파리의 미국인》 선율에 맞춰 펼쳐진다.
환상에서 깨어난 제리는 자동차 경적 소리에 돌아보고, 앙리가 리즈를 데려다주는 모습을 본다. 리즈와 제리는 서로를 껴안고 함께 떠나며 영화는 막을 내린다.

## 출연
- 레슬리 카롱 - 리사
- 진 켈리 - 제리
- 니나 포시 - 마일로
- 오스카 레반트
- 조지 개터리

## 수상

### 제24회 아카데미상

#### 수상
- 작품상 - 아서 프리드
- 각본상 - 앨런 제이 레너
- 음악상 - 솔 채플린과 조니 그린 (《젊은이의 양지》 공동 수상)
- 촬영상 - 알프레드 길크스 (《젊은이의 양지》 공동 수상)
- 의상상 - 오리 켈리 (《젊은이의 양지》 공동 수상)

#### 후보
- 감독상 - 빈센트 미넬리
- 편집상 - 에이드리언 파잔

### 미국 영화 연구소선정
- AFI 선정 100대 영화 - 68위
- AFI 선정 100대 열정 영화 - 39위
- AFI 선정 100대 영화 음악
  - I Got Rhythm - 32위
- AFI 선정 위대한 뮤지컬 영화 - 9위